# Хуарес, Рамон
Рамон Хуарес Дель Кастильо (исп. Ramón Juárez Del Castillo; род. 9 мая 2001, Рио-Верде, Сан-Луис-Потоси) — мексиканский футболист, защитник клуба «Америка».

## Клубная карьера
Хуарес — воспитанник столичного клуба «Америка». 28 августа 2019 года в матче против «Пачуки» он дебютировал в мексиканской Примере. В 2021 году Рамон на правах аренды перешёл в «Пуэблу». 20 сентября в матче против «Сантос Лагуна» он дебютировал за новый клуб. В 2022 году Хуарес был арендован «Атлетико Сан-Луис». 16 января в матче против «Атласа» он дебютировал за новую команду. 3 марта в поединке против «Гвадалахары» Рамон забил свой первый гол за «Атлетико Сан-Луис». По окончании аренды игрок вернулся в «Америку». В составе клуба он дважды выиграл чемпионат. 

## Достижения
Клубные
 «Америка» (Мехико)
- Победитель мексиканской Примеры (2) — Апертура 2023, Клаусура 2024